# 練馬区立大泉小学校
練馬区立大泉小学校（ねりまくりつ おおいずみしょうがっこう）とは、東京都練馬区東大泉4丁目にある小学校。

## 概要
全校児童数は545名（令和2年度）である。普通学級の他に、固定学級である知的障害学級として「5組」、通級学級である情緒障害学級として「いずみ学級」と言語障害学級として「ことばの教室」が設置されている。校庭は「下校庭」「中校庭」「上校庭」の3つを持ち、上校庭はコンクリートとアスファルトからなりテニスコートとして利用が可能（テニスクラブが使用）。主に、休み時間に使用されるが1年生しか使うことができない。いちばん広い下校庭は7806m2の広さを持ち、休み時間は2～6年生が使用可能である。1年生は、7月以降に使用可能になる。なお、中校庭は、植物を育てる為にあるといっても過言でなく、ここで遊ぶ児童はあまりいない。近年、ビオトープができた。
この学校の特徴として、集会の多さがあげられる。月曜の朝会に加え、毎週木曜日にも何かしらの集会が開かれる。木曜日の集会は集会委員会が中心となっているものが多く、「ブロック集会」をはじめ「音楽集会」、かつては「ロング集会」などが行われていた（2019年度は実施）。ブロック集会では、異なる学年間の交流を深めるべく、「ちびまる子ちゃんブロック」「ドラゴンボールブロック」「サザエさんブロック」「ドラえもんブロック」「スヌーピーブロック」等のブロックに1～6年生が均等に配分される。児童は新年度毎に新しいブロックに配属される。各ブロックでは、学年があまりかぶらないように班が組まれる（7～8人程度）。各ブロックでは、ブロック長が6年生から選ばれ、ブロック集会で何をするか、考える。尚、音楽集会等では、このブロックの班毎に集合し活動を行うことが多い。なお、現在は新型コロナウイルスの影響でブロック集会とロング集会は行われていない。

## 沿革

### 前史
1874年（明治7年）5月31日、当時の東京府北豊島郡石神井村上土支田の妙延寺（加藤儀平宅、現：東大泉3丁目）に「豊島小学校二番分校」（豊島小学校は現在の石神井小学校）として設立されたのが本校のルーツとされる。豊島小学校二番分校は1876年（明治9年）7月には豊西小学校と改称した。
豊西小学校に近接して、榑橋村（当時は埼玉県新座郡所属）の本照寺（現：西大泉3丁目）には榑橋小学校があった。当時の村にとって小学校運営の財政負担は重く、2つの小学校の統合とともに近隣の村の再編成が促されることとなった。この際、新村名をめぐって紛糾したが、当時の豊西小学校の校長・関根雅楽蔵が「小泉（おいずみ）村」の名を提案し、これが「大泉村」に転じたとされる。1891年（明治24年）6月、東京府北豊島郡大泉村が発足した。

### 創立から国民学校まで
1892年（明治25年）6月1日、豊西小学校と榑橋小学校は合併し、大泉村の中央にあたる現在地に「泉小学校」として開設された（初代校長：関根雅楽蔵）。大泉小学校はこの日を開校記念日としている。
1888年（明治31年）には高等科を併置し、泉尋常高等小学校になる。1915年（大正4年）、大泉尋常高等小学校に改称した。1932年（昭和7年）に大泉村は東京市板橋区に編入された。1941年には東京市大泉国民学校となった。
尋常高等小学校時代の本校には3つの分教場が設けられているが、橋戸分教場（1897年開設）が現在の大泉第一小学校（1946年独立）に、第二分教場（1912年開設）が大泉第二小学校（1943年独立）、第三分教場（1919年開設）が大泉第三小学校（1944年独立）に、それぞれ発展している。また、大正期から昭和戦前期にかけて、実業補習学校（1915年）、専修女学校（1930年）、大泉農商公民学校（1930年）が、それぞれ併置されている。

### 第二次世界大戦後
1947年4月、学校教育法施行（学制改革、六・三制導入）により新制小学校「板橋区立大泉小学校」となる。同年8月1日、板橋区から練馬区が独立したため、現在の名称「練馬区立大泉小学校」となった。
1956年4月には東分校が独立し大泉東小学校が、1959年1月には南分校が独立し大泉南小学校がそれぞれ誕生している。
2012年（平成24年）11月24日に120周年記念式典を行った。

### 年表
出典
- 1874年（明治7年）5月31日 - 北野神社西の加藤儀平宅にて豊島小学校二番分校として創立（埼玉県）。
- 1876年（明治9年）7月 - 豊島二番分校が豊西小学校と改称。
- 1892年（明治25年）6月1日 - 東京府への編入と豊西小学校と榑橋小学校の合併により、現在地に泉小学校として創立。この日（6月1日）を開校記念日と定める。
- 1897年（明治30年）11月 - 橋戸分教場（現:大泉第一小学校）開設。
- 1898年（明治31年）4月 - 高等科を併置し、泉尋常高等小学校と改称。
- 1912年（大正元年）10月9日 - 第二分教場（現:大泉第二小学校）開設。
- 1915年（大正4年）
  - 4月1日 - 実習補習学校を併置。
  - 11月30日 - 大泉尋常高等小学校と改称。
- 1917年（大正6年）6月16日 - 校歌制定。
- 1918年（大正7年）1月 - 校章制定（改定）。
- 1919年（大正8年）4月 - 第三分教場（現:大泉第三小学校）開設。
- 1930年（昭和5年）7月 - 専修女学校並びに大泉農商公民学校を付設。
- 1938年（昭和13年）3月 - 女子青年学校付設。
- 1941年（昭和16年）2月 - 国民学校令により、東京市大泉国民学校と改称。
- 1943年（昭和18年）
  - 6月 - 大泉第二小学校が独立。
  - 7月1日 - 東京市と東京府が統合した東京都発足（東京都制施行）により、東京都大泉国民学校と改称。
- 1944年（昭和19年）4月 - 学校給食開始。同月、大泉第三小学校が独立。
- 1946年（昭和21年）12月 - 大泉第一小学校が独立。
- 1947年（昭和22年）
  - 4月 - 六・三制発足（学制改革）により、板橋区立大泉小学校と改称。
  - 8月1日 - 板橋区から分区した練馬区独立により、練馬区立大泉小学校と改称。
- 1948年（昭和23年）4月1日 - PTA結成。
- 1950年（昭和25年）9月4日 - 完全給食開始。
- 1951年（昭和26年）8月31日 - 北校舎2教室落成
- 1956年（昭和31年）
  - 4月 - 分校大泉東小学校が独立。
  - 9月 - 南校舎落成。
- 1959年（昭和34年）1月 - 分校大泉南小学校が独立。
- 1960年（昭和35年）8月 - 特殊学級（精薄）開設。
- 1961年（昭和36年）1月15日 - 財団法人加藤教育振興会発足。
- 1962年（昭和37年）11月 - 創立70周年記念式典挙行。
- 1963年（昭和38年）
  - 1月 - 大泉小学校同窓会結成。
  - 5月5日 - 校旗制定。
- 1964年（昭和39年）6月25日 - 鉄筋校舎落成。
- 1967年（昭和42年）
  - 8月 - 寄贈により、玄関横コンクリート池完成。
  - 9月 - 老朽化のため、北校舎教室取り壊し。
  - 11月 - 校舎内外の環境一応整備される。
- 1968年（昭和43年）4月 - 学童保育クラブ開設。
- 1972年（昭和47年）7月 - 木造校舎の鉄筋校舎への改築開始。
- 1973年（昭和48年）
  - 8月 - 木造校舎撤去し、鉄筋校舎2棟完成。
  - 11月1日 - 創立80周年記念と校舎落成記念の両式典挙行。
- 1974年（昭和49年）
  - 2月25日 - OHP25基・ヒシラコピー一基寄贈受領。
  - 5月 - 下校庭と校門の整備が完了。
- 1974年（昭和49年）6月 - 創立80周年記念庭園完成。
- 1976年（昭和51年）9月 - 下校庭スプリンクラー設置。
- 1978年（昭和53年）
  - 3月31日 - 体育館落成。
  - 4月 - 上校庭の整備（舗装・植樹）。
- 1979年（昭和54年）
  - 3月 - 防球ネットの新設とバックネットの改修を実施。
  - 8月 - 石油備蓄用タンク設置。
  - 11月 - チェーンジャングル・クライミングネット設置。
- 1980年（昭和55年）3月 - 陶芸小屋竣工。
- 1981年（昭和56年）
  - 3月 - 防災用スピーカー北校舎屋上設置。給食用シャワー室竣工。
  - 4月 - 情緒障害学級開設。
  - 8月 - 全校にカラーテレビを設置。
  - 11月 - 情緒障害学級関連施設改修工事完了。図書室を東校舎2階に移転。
- 1982年（昭和57年）
  - 8月31日 - 東校舎内外改装工事完了。
  - 12月13日 - 下校庭フェンス改修工事完了。
- 1983年（昭和58年）11月1日 - 創立90周年記念式典挙行。
- 1984年（昭和59年）3月 - 寄贈により、九十周年記念日時計完成。
- 1986年（昭和61年）3月 - プール甲羅干しと消火栓を改修。
- 1987年（昭和62年）8月 - 上・中・下校庭雨水抑制工事完了。下校庭整備完了。遊具施設新設。音楽室防音工事完了。給食室改修。正門拡張。冷房設置（校長室・職員室・事務室・音楽室・給食室・主事室）。
- 1988年（昭和63年）8月 - アスベスト天井撤去。
- 1989年（平成元年）6月 - プール濾過機新設。
- 1991年（平成3年）
  - 4月1日 - 機械警備制度導入。
  - 4月6日 - 情緒障害学級を「いずみ学級」と命名。
  - 8月 - 全校舎窓枠サッシに改修。2階に備蓄倉庫設置。
- 1992年（平成4年）
  - 8月 - 大規模改修（外壁・屋上防水）実施。体育館舞台幕取り替え。
  - 9月12日 - 第二土曜日休業日開始。
  - 11月6日 - 百周年記念フェステバル開催。
  - 11月7日 - 創立百周年記念式典挙行し、祝賀会開催。
- 1993年（平成5年）9月 - ガス暖房工事完了。
- 1994年（平成6年）
  - 3月31日 - 校庭緑化とプール内壁塗装の両工事完了。
  - 12月 - ゆとり教室等改修工事終了。和室・会議室・管理室・言語障害学級新設。キューピクルと開放型図書室・主事室・学童クラブを改修。
- 1995年（平成7年）
  - 4月 - 言語障害学級開設。
  - 4月22日 - 第四土曜日休業日開始。
  - 8月25日 - 動力幹線改修工事完了。
- 1996年（平成8年）8月31日 - 5組（知的障害学級）調理室改修工事完了。
- 1997年（平成9年）9月30日 - 給食室改修。
- 1999年（平成11年）8月 - 照明設備改修。
- 2000年（平成12年）
  - 3月 - プール設備改修し、濾過機新設。パソコン教室パソコン設置。
  - 3月31日 - 財団法人加藤教育振興会解散。
- 2001年（平成13年）7月 - 耐震工事校舎等改修工事。
- 2002年（平成14年）11月1日 - 百十周年記念式典挙行し、祝賀会開催。
- 2004年（平成16年）
  - 3月 - 東校舎トイレ改修工事。
  - 8月 - 給食室改修工事完了。
- 2005年（平成17年）7月1日 - 全普通教室に壁掛け扇風機設置工事完了。
- 2006年（平成18年）8月31日 - 全教室に緊急通報システム設置工事完了。
- 2012年（平成24年）11月 - 開校120周年記念式典挙行し、祝賀会開催。
- 2014年（平成26年）
  - 5月22日 - みどりのカーテン設置。
  - 9月1日 - 特別教室への空調設置工事完了。
- 2015年（平成27年）8月 - 水道管直結工事完了。
- 2020年（令和2年）
  - 3月31日 - プール改修工事完了。
  - 11月19日 - トイレ改修工事完了。
- 2021年（令和3年）10月18日 - 屋内運動場空調設置工事完了。
- 2022年（令和4年）
  - 2月28日 - 大泉小学童クラブ新築工事完了。
  - 12月10日 - 開校130周年記念式典挙行。

## 主な学校行事
- 4月：入学式/1年生を迎える会
- 5月：遠足/6年生移動教室（下田・岩井）
- 6月：プール開き
- 8月：5組秩父キャンプ
- 9月：連合水泳記録会/運動会
- 10月：5年生移動教室（武石・軽井沢）
- 11月：学芸会もしくは、展覧会（学芸会と展覧会は、交互に行われる）
- 2月：6年生を送る会
- 3月：卒業式

## 児童会活動・クラブ活動など
2022年現在

### 委員会
月1回、第一木曜日の6時限目に行う。5・6年生が委員になるが代表委員は3年生の一部からである。
・計画・代表委員会
・放送委員会
・運動委員会
・図書委員会
・保健・美化委員会
・環境委員会
・集会委員会
・給食委員会

### クラブ
木曜日の6限に行われる。4年生以上が必修。
- 球技クラブ
- バドミントン・テニスクラブ
- 卓球クラブ
- 料理クラブ
- 科学工芸クラブ
- パソコンクラブ
- マンガ・工作クラブ
- 昔遊びクラブ
- ダンスクラブ
- 手芸クラブ

・音楽クラブ

## 通学区域
出典
- 東大泉1丁目（28～33番、35～37番）
- 東大泉3丁目（17～23番、28～35番、37～66番）
- 東大泉4丁目
- 西大泉1丁目（1～7番）
- 西大泉3丁目（1～15番）
- 南大泉5丁目（1番(9～22号)）
- 大泉学園町1丁目（1～2番）
- 大泉学園町2丁目（1～13番、15～17番）

## 進学先中学校
出典
- 練馬区立大泉中学校

## 周辺
- 北野神社 - 敷地が隣接（西側）。
- 東京都道・埼玉県道24号練馬所沢線
- 練馬区立大泉中学校 - 都道24号線をはさんで、敷地が隣接。
- 西武バス上石神井営業所整備工場
- 白子川
- 大泉学園ゆめりあホール
- 西武鉄道池袋線大泉学園駅
- このほか、ローソン練馬東大泉一丁目店などのコンビニが点在するほか、駅が近いため、商業施設や学習塾なども点在する。なお、駅周辺については、該当項も参照。

## アクセス
- 西武池袋線大泉学園前駅から、徒歩3分。